# 古池一子
古池 一子（こいけ いちこ）は、日本のフリーアナウンサー。
山形県山形市出身。山形放送（日本テレビ系列）アナウンサーを経て山形テレビ（現在はテレビ朝日系列だが、古池の在籍当時はフジテレビ系列）アナウンサーとなり、同社を1993年に退社するまで『YTSニュース スーパータイム』を中心に活動した。フリーに転じてからは主に結婚式の司会を務めている。
夫は山形放送アナウンサー時代の同僚でもあった古池常泰。息子は山形放送と同じ日本テレビ系列である青森放送報道部の社員で元アナウンサーの古池雄。また、孫もいる。